# Cantó de Poligny
El cantó de Poligny és un cantó francès del departament del Jura, situat al districte de Lons-le-Saunier. Té 28 municipis i el cap és Poligny.

## Municipis
| - Abergement-le-Petit - Aumont - Barretaine - Bersaillin - Besain - Biefmorin - Bonnefontaine - Brainans - Buvilly - Chamole - Champrougier - Le Chateley - Chaussenans - Chemenot | - Colonne - Fay-en-Montagne - Grozon - Miéry - Molain - Montholier - Neuvilley - Oussières - Picarreau - Plasne - Poligny - Tourmont - Vaux-sur-Poligny - Villers-les-Bois |

## Història
| Data d'elecció                           | Identitat              | Partit                     | Qualitat |
| ---------------------------------------- | ---------------------- | -------------------------- | -------- |
| 1945-1951                                | M. Loye                | Radical                    |          |
| 1951-1976                                | M. Landry              | Divers droite, després CDP |          |
| 1976-1982                                | M. Girod               | PS                         |          |
| 1982-2001                                | Michel Meunier         | RPR                        |          |
| 2001-                                    | Jean-François Gaillard | Divers droite, després UMP |          |
| les dades anteriors no són pas conegudes |                        |                            |          |
|                                          |                        |                            |          |